# Registrované partnerství na Kubě
Kuba legalizovala stejnopohlavní manželství.

## Registrované partnerství

Zákony týkající se homosexuality ve Střední Americe a Karibiku
Stejnopohlavní manželství
Registrované partnerství
Neregistrované soužití
Uznávána zahraniční manželství
Neuznáváno, či neznámo
Manželství striktně vymezeno jako svazek muže a ženy
Homosexuální styk je nezákonný, ale zákony nejsou prosazovány
Mužský homosexuální styk je nezákonný
Mužský i ženský homosexuální styk je nezákonný

První návrh zákona o registrovaném partnerství byl předložen v roce 2007, ale nestihlo se o něm hlasovat. Pozdější návrh této legislativy prezentovaný v září 2009 obsahoval veškerá práva a povinnosti vyplývající z manželství, vyjma užívání tohoto názvu. K novému zákonu se konalo veřejné slyšení před kubánským parlamentem, v němž jej podpořila Mariela Castrová, ředitelka Kubánského centra pro sexuální výchovu a dcera bývalého kubánského prezidenta Raúla Castra. Pokud by tehdy zákon prošel, stala by se Kuba prvním karibským státem, který legalizoval registrované partnerství, a zároveň také první komunistickou zemí, která přijala takový zákon. 
Od roku 2014 návrh zákona o registrovaném partnerství stále leží v kubánském parlamentu. Mariela Castrová řekla, že návrh zákona má podporu jejího otce, a že se maximálně vynasnaží, aby prošel.

## Stejnopohlavní manželství
Článek 36 kubánské ústavy definuje manželství jako dobrovolný svazek muže a ženy. Podle článku 2 kubánského zákona o rodině je manželství taktéž vymezené jako svazek muže a ženy.
V prosinci 2017 zahájily kubánské LGBT skupiny kampaň za novelu ústavy, která by umožnila homosexuálním párům uzavírat manželství. 4. května 2018 řekla Mariela Castrová, že se pokusí do rozsáhlých ústavních změn, jejichž součástí je také uznání soukromého vlastnictví a volného trhu, zahrnout také legalizaci stejnopohlavních sňatků. Politické diskuze na téma stejnopohlavního manželství a další změn, které mají výrazným způsobem změnit charakter komunistické Kuby, byly naplánovány na červenec 2018.
21. července oznámil tajemník Státní rady Homero Acosta, že navržená změna ústavy zahrnuje ustanovení, podle něhož je manželství svazek dvou lidí, a že rozsáhlé reformy kubánské ústavy a politického systému musejí zahrnovat i legalizaci stejnopohlavních sňatků. Kubánský parlament schválil ústavní novelu 22. července. O změnách ústavy se bude ještě veřejně diskutovat v období od 13. srpna do 15. listopadu s následným referendem, které by je mělo definitivně potvrdit.